# داستان زندگی تو
«داستان زندگی تو» (انگلیسی: Story of Your Life) داستان کوتاهی علمی–تخیلی از تد چیانگ است که در ۱۹۹۸ منتشر شد. این داستان در سال ۲۰۰۰ برنده جایزه نبولا برای بهترین داستان و جایزه استورگئون، جایزه لوکس و جایزه هوگو ۱۹۹۹ شده‌است. درون‌مایه اصلی این داستان، جبرگرایی، زبان و فرضیه ساپیر-وورف است.
در ۲۰۱۶ از روی این داستان اقتباسی سینمایی به نام ورود به قلم اریک هیزرر و کارگردانی دنی ویلنو ساخته شده‌است. این فیلم نقدهای مثبتی را از طرف منتقدان دریافت کرد.